# ポルシェ・カレラGT
カレラGT（Carrera GT ）は、ポルシェのスーパーカーである。製品コードは980。

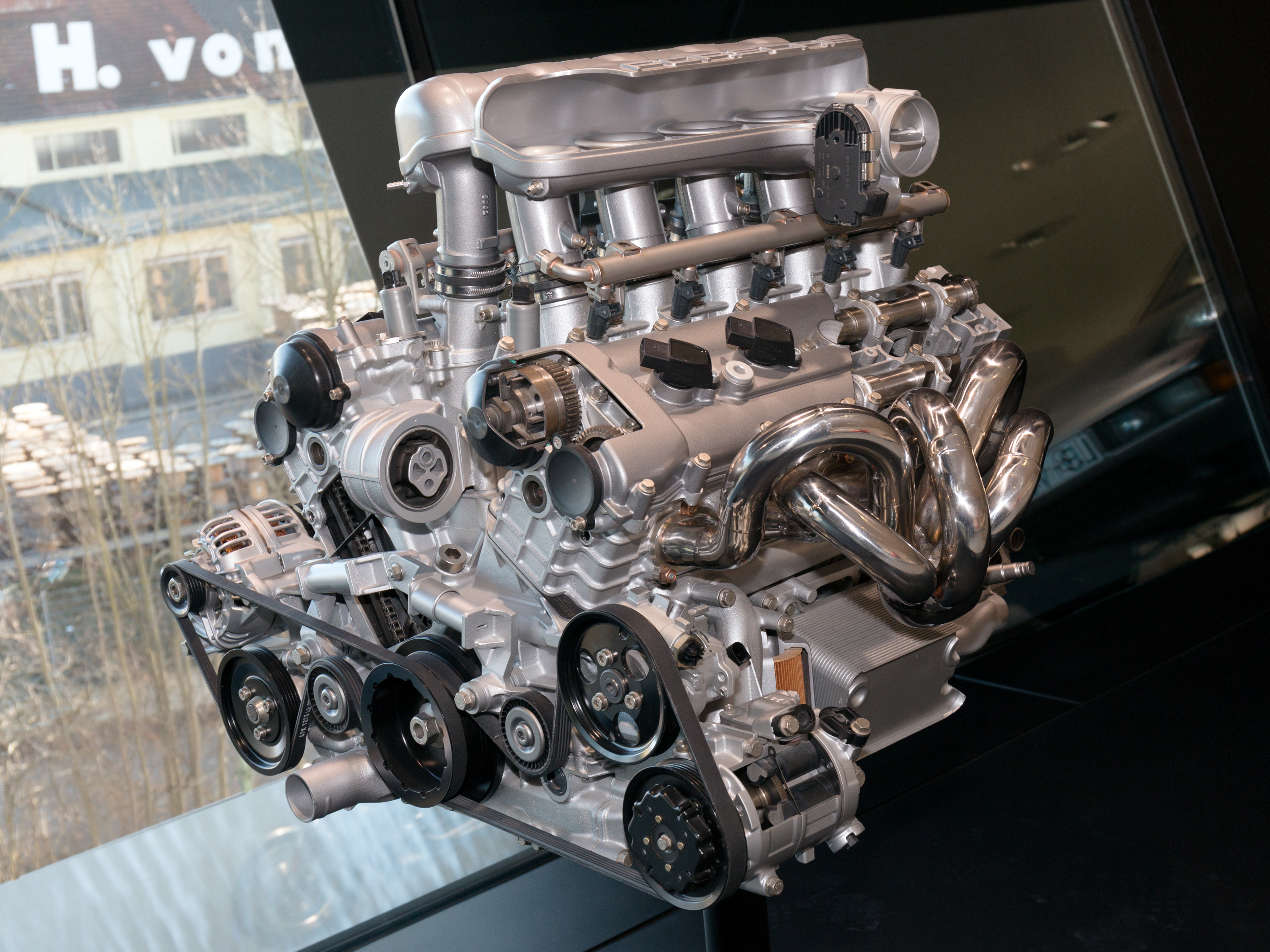
V10エンジン

## 概要
20世紀末期から21世紀にかけてのスーパーカーのメインストリームである、大排気量にしてハイパワーな多気筒エンジン、オールカーボンファイバーで成型されたボディまたはシャシー、レーシングカーに準じたエンジニアリング、それに相反するラグジュアリーな快適性能などを盛り込み製作された。2003年発売。
しかしその源流は、ル・マン24時間レースなどの耐久レースの主役がメルセデス・ベンツ・CLK-GTRや日産・R390などのGTクラスからプロトタイプカークラスへ移行したことに端を発している。ポルシェもそうした波に翻弄された当事者の一つで、カレラGT開発の根幹には、次期GTクラスレーシングカーとして開発されていたものを期せずして転用できる機会に恵まれたことで計画が加速したことが挙げられる。
アメリカの俳優のポール・ウォーカーが事故死した車でもあるが、ポール・ウォーカーの家族は車の安全性に問題があったとしてポルシェを訴えている。これに対してポルシェ側は事故を起こしたのは危険な走行によるものと反論している（事故発生時、現場の制限速度の倍以上の速度を出していたことが検証で明らかになっている）。一方で中谷明彦によると、カレラGTは運転が難しくコントロールの自由度が低い車であるとされている。黒澤元治もスペックに期待してカレラGTを予約購入したがすぐに売却している。そもそもカレラGTには当時すでに一般的であったESCなどの電子制御がなくドライバーの技量がそのまま運転に反映されるため運転には常に集中することが求められる。
2019年、米国のコレクターの依頼により、ポルシェのクラシックモデル部門「ポルシェ・クラシック」がフルレストアした車両が完成したことが発表されており、オーバーホールやパーツ類の交換、修繕以外にも、ボディカラーが発売当時のカレラGTに設定されていなかった「オークグリーンメタリック」に変更されるなど、レストアだけでなく同時にカスタマイズも行われている。

## 機構・スタイル
カレラGTのボディ構造はモノコック構造ではなく、キャビンであるカーボンファイバー製のタブに、エンジンやサスペンションを支持する籠状のサブフレームを連結する、やや特異なエンジニアリングが展開されている。特にサブフレームは上下2ピースでエンジンを包み込むようにしてマウントし、エンジンを降ろしての整備を可能とするため、上のピースはボルトを外すことで簡単に外れる構造になっている。
ボディパネルも全てカーボンファイバー製で、外部からの応力は全てシャシーで受け止めるよう設計されており、ボディパネルにかかる応力は最小限に留められている。これによってタルガトップスタイルを実現している。シャシーの構造物の一部を除きオールカーボンにしていることは大きく、大排気量エンジンを背負いながら車両重量は1,380kgである。
サスペンションは前後ともダブルウィッシュボーン式で、インボードにマウントされたショックアブソーバーとサスペンションアームとはプッシュロッドで繋がっている。
ブレーキもポルシェの最先端技術が投入され、高剛性のモノブロックキャリパーにPCCB（ポルシェ・セラミックコンポジット・ブレーキ）と称するカーボンセラミック複合素材のディスクが組合わされている。このディスク素材はレーシングカーにも使用されており、18kgとスチール製に比べて圧倒的に軽量である。
エンジンはドライサンプ方式により潤滑され、V型10気筒、ボアφ98mm×ストローク76mmで5,733cc、圧縮比12.0で612PS/8,000rpm、60.2kgm/5,750rpm。これだけの性能を持ちながらエンジン単体重量は200kg弱に留めている。レイアウトの自由度を高めるため、バンク角はV型10気筒の等間隔燃焼の理想値とされる72度でなく68度に設定している。
トランスミッションは6速MT。φ169mmと超小径のクラッチは、ブレーキと同様のカーボンセラミック複合素材を使用したPCCC（ポルシェ・セラミックコンポジット・クラッチ）で、慣性重量の低さと多板クラッチ特有の唐突に繋がる特性があいまって、非常に扱いづらいと評される。対抗馬であるフェラーリ・エンツォフェラーリがセミATによるシフト機構で、クラッチペダルの存在を消すことでドライビングをイージーにしている点とは、大きくアプローチが異なる。
販売価格は約5,000万円で、世界限定1,500台が生産される予定だったが、1,270台で生産は終了した。